# Maxime Faget
Maxime A. Faget (Stann Creek, Brit Honduras, 1921. augusztus 26. – Houston, 2004. október 9.) amerikai mérnök. A Mercury űrhajó tervezője, később részt vett a NASA Gemini-, Apollo- és Space Shuttle programjában is.
1958-ban lépett be abba a 35 mérnökből álló csoportba (Space Task Group), amely létrehozta a Mercury űrhajót. 1981-ig dolgozott a NASA-nál, kevéssel az STS–2 küldetés után vonult nyugdíjba. NASA karrierje alatt minden addigi amerikai űrhajó tervezésében részt vett, többek közt az Apollo űrhajó mentőrendszerének tervezésében. Ez vezetett ahhoz a mentőrendszerhez, amely később egy Szojuz űrhajó három utasának életét mentette meg. Nyugdíjazása után Faget az 1982-ben alakult Space Industries Inc. alapítói között volt.